# ピエール・ジアナダ財団
| スイス、マルティニーにあるピエール・ジアナダ財団の正面 |  | ピエール・ジアナダ財団の内観 |
| スイス、マルティニーにあるピエール・ジアナダ財団の正面 |  | ピエール・ジアナダ財団の内観 |

ピエール・ジアナダ財団（ピエール・ジアナダざいだん、ドイツ語: Fondation Pierre Gianadda）は、1978年に発足し、スイス、マルティニーの博物館と展示の管理を行っている。常設展示には、自動車博物館、ガロ・ローマ博物館、ルイス・アンド・エヴリン・フランク・コレクション、彫刻公園、シャガール・コートが含まれる。

## 歴史
財団は、1976年に飛行機事故によって死去した弟を記念し、レオナルド・ジアナダによって設立された。